# Stary Białcz
Stary Białcz (pol. hist. Białe Jezioro) – wieś w Polsce położona w województwie wielkopolskim, w powiecie kościańskim, w gminie Śmigiel. Na północ od miejscowości płynie Południowy Kanał Obry.

## Nazwa
Miejscowość pierwotnie związana była z Wielkopolską. Ma metrykę średniowieczną i istnieje co najmniej od początku XIV wieku. Nosiła kiedyś inną nazwę - Białe Jezioro. Wymieniona pierwszy raz w łacińskim dokumencie z 1311 jako Byalcegezer, 1388 Albus Lacus, 1393 Baleyeszoro, 1394 Byalogezoro, 1397 Baleiesoro, 1399 Byalogeszora, 1399 Balageszero, 1402 Balegezori, 1409 Baloyeszoro, 1420 Byaleiezoro, 1431 Biale Ieszoro, 1432 Byale Ieszora, 1433 Byalogyeszerze, 1445 Byalye Iezora, 1449 Byalegeszoro, 1464 Byalogyezora, 1469 Byalogezerze, 1479 Byaloyezyerze, 1493 Byale Iezioro, 1497 Byalieyezoro, 1564 Bialcze.

## Historia
Okolice miejscowości były jednak zasiedlone wcześniej niż odnotowały to najstarsze zachowane zapisy historyczne. Na podmokłej łące, 1700 metrów na północny zachód od Białcza Starego, przy drodze z Białcza Starego do leśniczówki Prętkowice archeolodzy odkryli grodzisko wklęsłe datowane na ok. VII-XI wiek.
Wieś początkowo była własnością szlachecką należącą do lokalnej szlachty wielkopolskiej z rodu Białojezierskich, którzy od nazwy wsi przyjęli odmiejscowe nazwisko, a także do Skoraczewskich, Rąbińskich, Moreckich, Głażewskich, Kluczewskich, Gryżyńskich. W 1464 leżała w powiecie poznańskim Korony Królestwa Polskiego. Od 1420 była siedzibą własnej parafii, a w 1510 leżała w dekanacie Kościan.
Wieś była wzmiankowana w 1311 roku kiedy to odnotowano Piotra z Białego Jeziora. W 1416 jako właściciel we wsi odnotowano Bartosza z Białego Jeziora, herbu Junosza. W 1466 Jan Dusza Skoraczewski brat Jędrzeja i Wincentego Bojanowskich był właścicielem części Białego Jeziora. W 1467 Jakub z Orla Wielkiego zwany też Gorzyckim zapisał żonie Elżce po 200 grzywien posagu i wiana na połowie Krzonu oraz na folwarku w Białym Jeziorze. W 1467 Sędziwój Rąbiński dał Piotrowi Moreckiemu 1/3 Białego Jeziora oraz 800 grzywien w zamian za Drzęczewo. W 1491 Wawrzyniec Białojezierski sprzedał Sędziwojowi Rąbińskiemu części w Białym Jeziorze i Sułocinie za 12 grzywien.
W 1510 w Białym Jeziorze było trzech dziedziców. Pani Gorzyńska miała folwark, na roli wymierzonej z jej folwarku pracował kmieć, 2 zagrodników, a miejscowemu kościołowi płaciła 0,5 grzywny tytułem czynszu rocznego zakupionego na tym folwarku. Pan Ujejski miał folwark, na jego ziemiach gospodarowało dwóch zagrodników, a także miał pół karczmy osadzonej na jednym łanie. Kolejny właściciel Kokorzyński miał folwark, 2 zagrodników oraz drugą połowę wspomnianej karczmy. W 1514 Jan i Maciej Górzyńscy synowie zmarłego Wincentego Górzyńskiego dziedzica w Białym Jeziorze zobowiązali się dokonać podziału dóbr zgodnie z polubowną ugodą sądową oraz zobowiązali się wobec Mikołaja Robaczyńskiego, że ich matka Małgorzata zrzeknie się swego posagu i opuści folwark zwany Grzymkowski w Białym Jeziorze. W 1515 Stanisław Ujejski, mąż Anny wdowy po Janie Kokorzyńskim posiadał folwark w Białym Jeziorze, który niegdyś był własnością Przybysława Gryżyńskiego. W 1535 Krzysztof Kokorzyński zapisał swojej żonie Urszuli po 600 złotych polskich posagu oraz wiana na połowach wsi Kokorzyn i Godziszewo koło Kościana oraz na 0,5 połowy wsi Krzon i na 0,5 części wsi Białe Jezioro.
Wieś odnotowano w historycznych rejestrach poborowych. W 1563 odnotowano pobór podatków z 1/4 łana, karczmy dorocznej, wiatraka dorocznego. W 1566 z części majątku Jana Czackiego pobrano podatki z 1/4 łana, karczmy dorocznej, wiatraka dorocznego oraz od 2 zagrodników. W 1581 z części Jana Cerekwickiego pobrano od 3 zagrodników po 4 grosze.
Kościół we wsi istniał przynajmniej na początku XVI wieku. W XVII wieku właścicielami wsi były rodziny Pigłowskich, Pajewskich, Cerekwickich, a wreszcie Żółtowskich. 
W wyniku II rozbioru Rzeczypospolitej w 1793, miejscowość przeszła w posiadanie Prus i jak cała Wielkopolska znalazła się w zaborze pruskim. Pod koniec XIX wieku majątek Białcz Stary obejmował prócz wsi folwark Jeligowo, Skóraczewo, Reńsko i osadę Prentkowice. Liczył 23 domostwa i 351 mieszkańców, z czego 337 było katolikami, a 14 ewangelikami. Miejscowość leżała wówczas w powiecie kościańskim (Kosten).
W latach 1975–1998 miejscowość administracyjnie należała do województwa leszczyńskiego. W 2011 roku Stary Białcz liczył 173 mieszkańców.

## Zabytki
W Starym Białczu znajdują się liczne zabytki:
- barokowy kościół pw. Wszystkich Świętych z 1696 roku, przebudowany w XIX wieku
- pozostałości grodziska piastowskiego zbudowanego po 846 roku. Częściowo zniszczono je po 2000 roku.
- plebania z II połowy XVIII wieku
- zespół folwarczny z II poł. XIX wieku i XX wieku (m.in. neogotyckie czworaki z 1869 roku)[6]
- dom pod nr 4 z poł. XIX wieku
- dom pod nr 13 z poł. XIX wieku

## Związani ze Starym Białczem
- Ignacy Wyssogota Zakrzewski – poseł na Sejm Czteroletni, prezydent Warszawy w latach 1792 i 1794, urodzony w Starym Białczu[7][9]